# Узон
Узо́н (рос. Узон) — село у складі Дульдургинського району Забайкальського краю, Росія. Адміністративний центр Узонського сільського поселення.

## Населення
Населення — 1167 осіб (2010; 1183 у 2002).
Національний склад (станом на 2002 рік):
- буряти — 87 %